# Фінал кубка Англії з футболу 1922
Фінал кубка Англії з футболу 1922 — 47-й фінал найстарішого футбольного кубка у світі. Учасниками фіналу були «Гаддерсфілд Таун» і «Престон Норт-Енд». Володарем кубкового трофею став «Гаддерсфілд Таун».

## Шлях до фіналу
| «Гаддерсфілд Таун»         | «Гаддерсфілд Таун» | «Гаддерсфілд Таун»                      | Раунд           | «Престон Норт-Енд»        | «Престон Норт-Енд» | «Престон Норт-Енд»                      |
| -------------------------- | ------------------ | --------------------------------------- | --------------- | ------------------------- | ------------------ | --------------------------------------- |
| Суперник                   | Результат          | Матчі                                   |                 | Суперник                  | Результат          | Матчі                                   |
| «Бернлі»                   | 5—4                | 2—2 на виїзді, 3—2 вдома (перегравання) | Перший раунд    | «Вулвергемптон Вондерерз» | 3—0                | 3—0 вдома                               |
| «Брайтон енд Гоув Альбіон» | 2—0                | 0—0 на виїзді, 2—0 вдома (перегравання) | Другий раунд    | «Ньюкасл Юнайтед»         | 3—1                | 3—1 вдома                               |
| «Блекберн Роверз»          | 6—1                | 1—1 на виїзді, 5—0 вдома (перегравання) | Третій раунд    | «Барнслі»                 | 4—1                | 1—1 на виїзді, 3—0 вдома (перегравання) |
| «Міллволл»                 | 3—0                | 3—0 вдома                               | Четвертий раунд | «Арсенал»                 | 3—2                | 1—1 на виїзді, 2—1 вдома (перегравання) |
| «Ноттс Каунті»             | 2—0                | 2—0 на нейтральному полі                | 1/2 фіналу      | «Тоттенгем Готспур»       | 2—1                | 2—1 на нейтральному полі                |

## Матч
| 29 квітня 1922 |

| Гаддерсфілд Таун | 1:0      | Престон Норт-Енд |
| ---------------- | -------- | ---------------- |
| Сміт 67' (пен.)  | Протокол |                  |

| Стемфорд Бридж, Лондон Глядачів: 53 000 Арбітр: Дж.В.П.Фаулер |

|  |  |

|                  |  |                  |  |
|                  |  |                  |  |
| В                |  | Сенді Матч       |  |
| З                |  | Сем Водсворт     |  |
| З                |  | Джеймс Вуд       |  |
| ПЗ               |  | Біллі Вотсон     |  |
| ПЗ               |  | Том Вілсон (к)   |  |
| ПЗ               |  | Чарлі Слейд      |  |
| Н                |  | Біллі Сміт       |  |
| Н                |  | Клем Стівенсон   |  |
| Н                |  | Ерні Ісліп       |  |
| Н                |  | Френк Менн       |  |
| Н                |  | Джордж Річардсон |  |
| Головний тренер: |  |                  |  |
| Герберт Чепмен   |  |                  |  |

|    |  |                    |  |
|    |  |                    |  |
| В  |  | Джеймс Мітчелл     |  |
| З  |  | Алекс Дулан        |  |
| З  |  | Том Гемілтон       |  |
| ПЗ |  | Джонні Вільямсон   |  |
| ПЗ |  | Джо Маккол (к)     |  |
| ПЗ |  | Том Даксбері       |  |
| Н  |  | Пітер Квінн        |  |
| Н  |  | Роланд Вудгаус     |  |
| Н  |  | Біллі Робертс      |  |
| Н  |  | Френк Джефферіс    |  |
| Н  |  | Арчибальд Роулінгс |  |